# Lédas-et-Penthiès
 Lédas-et-Penthiès  es una población y comuna francesa, ubicada en la región de Mediodía-Pirineos, departamento de Tarn, en el distrito de Albi y cantón de Valence-d'Albigeois.

## Demografía
| 325 | 300 | 243 | 198 | 168 | 169 |
| Para los censos de 1962 a 1999 la población legal corresponde a la población sin duplicidades (Fuente: INSEE [Consultar]) |     |     |     |     |     |